# Kazunari Murakami
Kazunari Murakami (村上和成 Murakami Kazunari?) (Toyama, 29 de noviembre de 1973) es un luchador profesional y artista marcial mixto japonés, principalmente conocido por su trabajo en Pro Wrestling ZERO1-MAX y Big Mouth Loud, empresa de la que fue uno de los fundadores. Murakami tuvo parte en la primera lucha de la historia de PRIDE Fighting Championships, derrotando a John Dixson.

## Carrera
Kazunari comenzó a entrenar en judo en la escuela secundaria, y más tarde se convirtió en miembro del equipo de judo de la universidad de Takushoku. Allí conoció a Yoshinori Nishi, dirigente del equipo de artes marciales Wajyutsu Keisyukai, y éste le convenció de unirse a él. Años más tarde, Murakami pasó a formar parte de Universal Fighting-Arts Organization.

## En lucha
- Movimientos finales
  - Penalty Kick[3] (Running punt kick a la cabeza de un oponente sentado o arrodillado)
  - Northerns Lights Bomb[1] (Scoop brainbuster) - 2010-presente; adoptado de Kensuke Sasaki
  - Sleeper hold con bodyscissors[1][2]
  - Cross armbar[2]

- Movimientos de firma
  - Bridging belly to back suplex
  - Corner foot choke
  - Dragon screw[3]
  - Mounted punches[1]
  - Múltiples knee strikes
  - Múltiples stiff shoot kicks al pecho del oponente[3]
  - Osoto otoshi[1]

- Apodos
  - "The Terrorist of Heisei"[1]

## Récords

### Artes marciales mixtas
| Resultado | Récord | Oponente       | Método                  | Evento                         | Fecha                    | Ronda | Tiempo | Localización |
| --------- | ------ | -------------- | ----------------------- | ------------------------------ | ------------------------ | ----- | ------ | ------------ |
| Victoria  | 5-5    | Lee Young Gun  | Sumisión (cross armbar) | Jungle Fight 1                 | 13 de septiembre de 2003 | 1     | 1:09   | Brasil       |
| Derrota   | 4-5    | Wallid Ismail  | TKO (puñetazos)         | UFO: Legend                    | 8 de agosto de 2002      | 2     | 3:03   | Japón        |
| Derrota   | 4-4    | Masaaki Satake | TKO (puñetazos)         | PRIDE 10                       | 27 de agosto de 2000     | 1     | 6:58   | Japón        |
| Victoria  | 4-3    | John Dixson    | Sumisión (cross armbar) | PRIDE 1                        | 11 de octubre de 1997    | 1     | 1:34   | Japón        |
| Derrota   | 3-3    | Maurice Smith  | TKO (puñetazo)          | EF 4: Extreme Fighting 4       | 28 de marzo de 1997      | 1     | 4:23   | Japón        |
| Victoria  | 3-2    | Bart Vale      | TKO (puñetazos)         | EF 3: Extreme Fighting 3       | 18 de octubre de 1996    | 1     | 4:37   | Japón        |
| Derrota   | 2-2    | Masanori Suda  | Sumisión (cross armbar) | Lumax Cup: Tournament of J '95 | 30 de marzo de 1996      | 2     | 1:38   | Japón        |
| Victoria  | 2-1    | Akihiro Gono   | Decisión (unánime)      | Lumax Cup: Tournament of J '95 | 30 de marzo de 2006      | 2     | 3:00   | Japón        |
| Victoria  | 1-1    | Isamu Osugi    | Sumisión (armlock)      | Lumax Cup: Tournament of J '95 | 30 de marzo de 1996      | 1     | 4:10   | Japón        |
| Derrota   | 0-1    | Akihiro Gono   | TKO (patada alta)       | Lumax Cup: Tournament of J '95 | 13 de octubre de 1995    | 1     | 2:25   | Japón        |

### Kickboxing
| Resultado | Récord | Oponente    | Método            | Evento               | Fecha                   | Ronda | Tiempo | Localización |
| --------- | ------ | ----------- | ----------------- | -------------------- | ----------------------- | ----- | ------ | ------------ |
| Derrota   | 0-1    | Stefan Leko | TKO (patada alta) | Inoki Bom-Ba-Ye 2003 | 31 de diciembre de 2003 | 1     | 1:08   | Kobe, Japón  |